# Michel Schäfer
Michel Schäfer (* 3. Mai 1967 in Offenbach am Main) ist ein deutscher Schauspieler und Lyriker.

## Leben
Michel Schäfer arbeitet seit 1987 als freier Schauspieler. 1995 war er Gründungsmitglied des „hoffART-Theaters“ in Darmstadt und 1997 des Ensembles „TikS“ (Theater im kleinen Saal) in Langen (Hessen).
In Darmstadt und Langen brachte Schäfer außerdem selbstverfasste Texte in Eigenregie auf die Bühne: 2005 das in Afrika entstandene Ensemble-Stück Außerhalb des Käfigs, 2006 das Monodrama Der Reisende und 2007 das Zwei-Personen-Stück Die Trabanten. 2008 war er Regisseur der österreichischen Erstaufführung von Die Abenteuer eines Bauern auf dem Schachbrett… von Othmar Plöckinger in Salzburg und Wien.
Von 2009 bis 2020 spielte Schäfer auf der Bühne des Theaters „Spessartgrotte“ in Mainfranken in mehr als 20 Stücken (Gemünden-Langenprozelten). Seit 2019 gehört Schäfer zum Ensemble „Gruseldinner - Das Original“, mit dem er an Spielstätten in ganz Deutschland auftritt.
2016 spielte er die Hauptrolle in den beiden Kurzfilmen Analogie und Vaterlied von Lukas Kunzmann.
Schäfer schreibt Gedichte, die u. a. 1998 im Karin Fischer Verlag und 2009/2011 in den Anthologien der Literaturgruppe Poseidon im Odenwald-Verlag veröffentlicht wurden.
Michel Schäfer lebt in Neustadt am Main.

## Theater (Auswahl)
- Hexenjagd – Arthur Miller – Rolle: John Proctor
- Equus – Peter Shaffer – Rolle: Alan Strang
- 39 Stufen – John Buchan – mehrere Rollen
- Der Diener zweier Herren – Carlo Goldoni – mehrere Rollen[4]
- Drei Männer im Schnee – Erich Kästner – Rolle: Johann
- Pension Schöller – Wilhelm Jacoby – Rolle: Philipp Klapproth
- Gott des Gemetzels – Yasmina Reza – Rolle: Alan Cowan
- Misery – Stephen King – Rolle: Paul Sheldon[5]
- Kindertheater: Pippi Langstrumpf; Der Zauberer von Oz; Jim Knopf und Lukas, der Lokomotivführer; Räuber Hotzenplotz
- Dracula – Bram Stoker – Rolle: Renfield
- Geisterjäger John Sinclair – Jason Dark

## Filme (Auswahl)
- 2016: Analogie
- 2016: Vaterlied